# Ameerega rubriventris
Ameerega rubriventris es una especie de anfibio anuro de la familia Dendrobatidae.

## Distribución geográfica
Esta especie es endémica de la región de Ucayali en Perú. Habita entre los 300 y 550 m de altitud en la vertiente oriental de la Cordillera Azul.

## Etimología
El nombre específico rubriventris proviene de ruber, rojo y ventris, vientre, en referencia al aspecto de esta especie.

## Publicación original
- Lötters, Debold, Henle, Glaw, & Kneller, 1997 : Ein neuer Pfeilgiftfrosch aus der Epipedobates pictus-Gruppe vom Osthang der Cordillera Azul in Perú. Herpetofauna, vol. 19, p. 25-34[6]